# Lac Buttle
Le lac Buttle est un lac de l'île de Vancouver, en Colombie-Britannique, au Canada.